# Wolfgang Popp (Journalist)

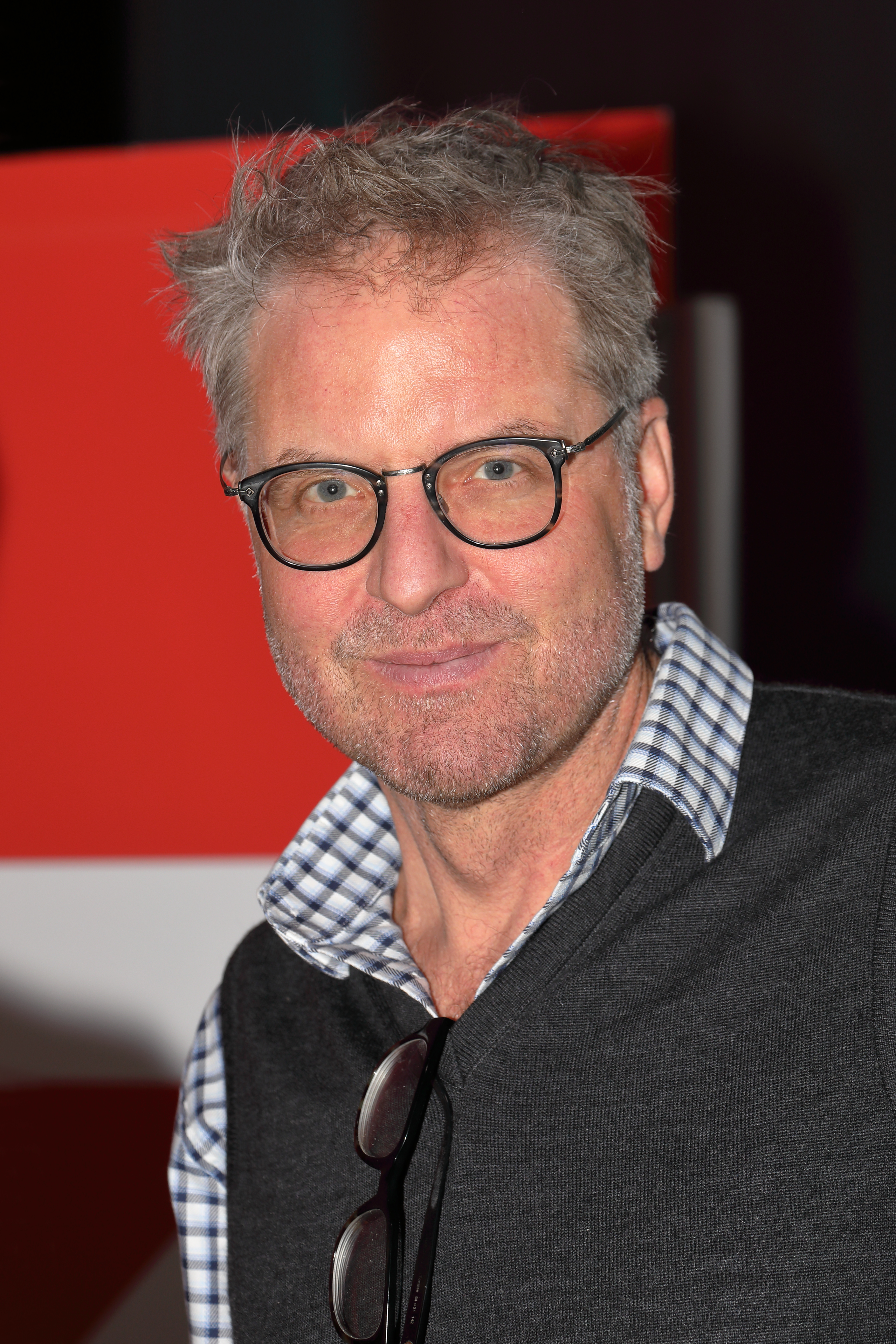
Wolfgang Popp (2024)

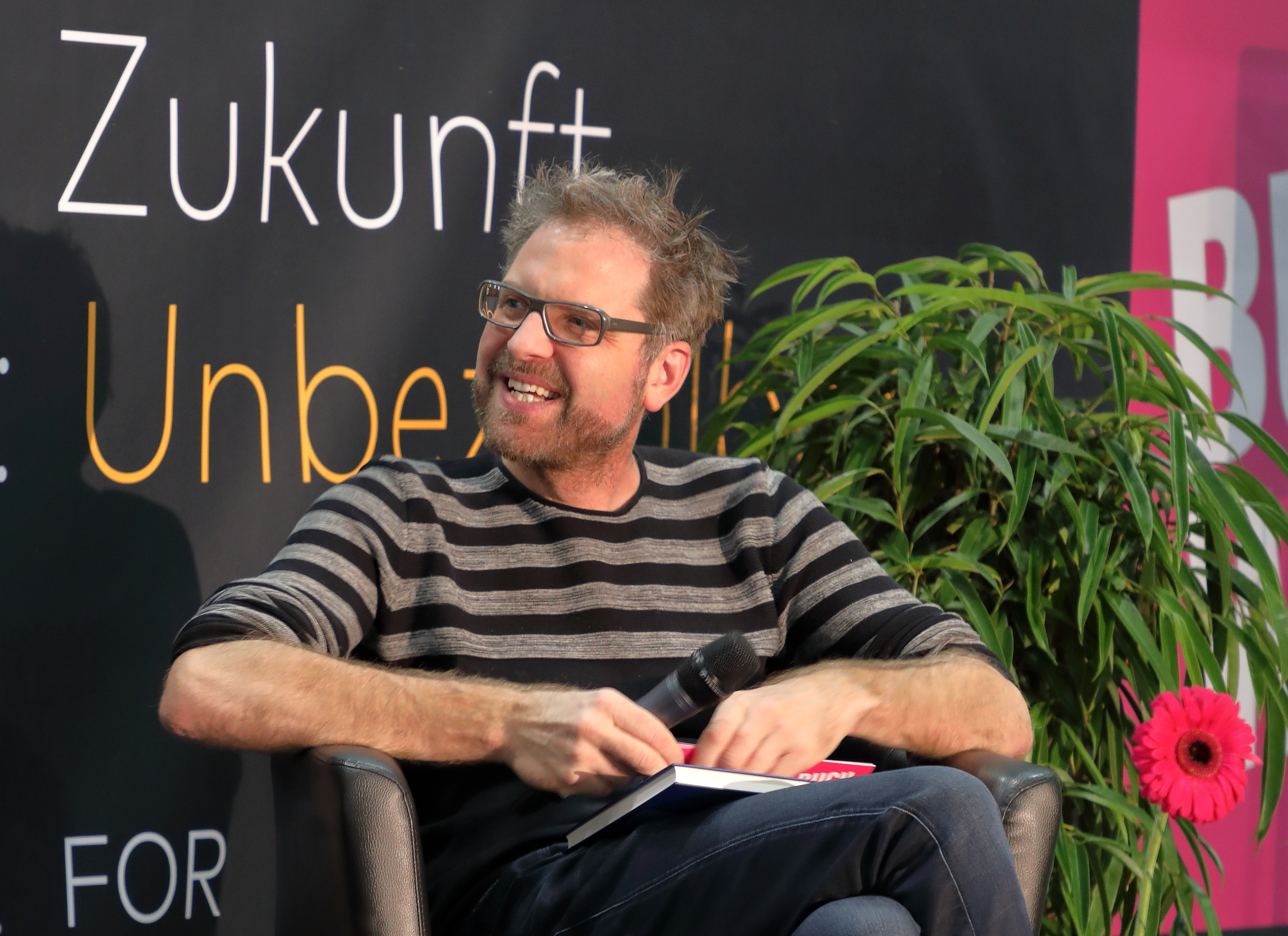
Wolfgang Popp als Moderator auf einer Bühne der Buch Wien 2017

Wolfgang Popp (* 1970 in Wien) ist ein österreichischer Schriftsteller und Journalist.

## Leben
Popp absolvierte ein Studium der Geschichte und Sinologie in Wien und an der Sichuan-Universität in Südwestchina. Er hat Studienreisen im Fernen Osten geleitet und Dokumentarfilme veröffentlicht.
Seit 2005 ist er freier Radio- und TV-Redakteur, seit 2008 Kulturredakteur bei Ö1, einem Radioprogramm des Österreichischen Rundfunks (ORF). Seine Kurzgeschichten erschienen unter anderem in der Literaturzeitschrift kolik. Sein Debütroman Ich müsste lügen erschien 2013. Sein Roman Die Verschwundenen erschien 2015 und erhielt durchwegs sehr positive Kritiken. In fünf Episoden zeigt der Autor verschiedene Arten des Verschwindens und Wiederbegegnens. Das Buch stand auf der Shortlist des Literaturpreises Alpha und wurde mit einer Buchprämie der Stadt Wien ausgezeichnet.
Im Januar 2016 erschien Wolfgang Popps dritter Roman Wüste Welt, der an das Thema „Verschwinden“ anknüpft. Ein Musiker reist seinem Bruder, zu dem er seit einigen Jahren keinen Kontakt hatte, durch die marokkanische Wüste nach. Dieser hat eine abenteuerliche Schnitzeljagd inszeniert und scheint dem Erzähler immer einen Schritt voraus zu sein.
Sein Roman Die Ahnungslosen war auf der Shortlist des Literaturpreises der Europäischen Union.

## Werke
- Der Philosoph im Topf. Essende Denker, denkende Esser. (mit Klaus Ebenhöh). Residenz, St. Pölten 2008, ISBN 978-3-7017-3099-5 (Sachbuch)
- Ich müsste lügen. Roman. Folio, Bozen 2013, ISBN 978-3-85256-603-0
- Die Verschwundenen. Roman. Edition Atelier, Wien 2015, ISBN 978-3-903005-02-0
- Wüste Welt. Roman. Edition Atelier, Wien 2016, ISBN 978-3-903005-14-3
- Die Ahnungslosen. Roman. Edition Atelier, Wien 2018, ISBN 978-3-903005-41-9